# Camponotus pilicornis
Camponotus pilicornis é uma espécie de inseto do gênero Camponotus, pertencente à família Formicidae.